# Boris Tomaszewski
Boris W. Tomaszewski (ur. 1890, zm. 1957) – rosyjski teoretyk literatury, członek Moskiewskiego Koła Lingwistycznego. Zajmował się prawie wyłącznie teorią wiersza. Był patronem wielu prac z tego zakresu, zarówno szczegółowych, jak i syntetycznych. Jego wczesne teksty, zwłaszcza książka Russkoje stichosłożenije. Mietrika (1923) oraz zbiór rozpraw O stichie (1929), są typowym przykładem zastosowania do konkretnych problemów metody formalnej. Z tego okresu działalności Tomaszewskiego pochodzi jego podręcznik teorii literatury (publikowany w Polsce nakładem Koła Polonistów Studentów Uniwersytetu Poznańskiego już w 1935). Prace z zakresu teorii wiersza autor prowadził przez całe życie. Poświęcone jej są dwie książki: Stilistika i stichosłożenije (1959) oraz  Stich i jazyk (1959). Najważniejszą dziedziną szczegółowych prac Tomaszewskiego była twórczość Puszkina. Napisał o niej szereg rozpraw, był znakomitym znawcą i wydawcą pism poety. Tekstologią zajmował się zresztą szerzej, zarówno pod względem praktycznym, jak i teoretycznym, był bowiem autorem książki Pisatiel’ i kniga. Oczerk  tiekstołogii (1928).